# 埃塔尼耶尔
埃塔尼耶尔（法語：Étagnières）是瑞士联邦西部法语区的沃州下设的一个镇。在行政上属于沃州格罗区管辖。埃塔尼耶尔的总面积为3.79平方公里。截至2010年底，总人口为949。